# Aprostocetus ferganicus
Aprostocetus ferganicus är en stekelart som beskrevs av Kostjukov och Khomchenko 2005. Aprostocetus ferganicus ingår i släktet Aprostocetus och familjen finglanssteklar.
Artens utbredningsområde är Uzbekistan. Inga underarter finns listade i Catalogue of Life.